# Nawojka
Nawojka (phát âm: [naˈvɔi̯ka]; từ thế kỷ 14 – thế kỷ 15) là một phụ nữ huyền thoại sống vào thời trung cổ Ba Lan. Bà được biết đến là đã ăn mặc như một cậu bé để có cơ hội nghiên cứu học tập tại Đại học Kraków vào thế kỷ 15. Bà sau này trở thành một nữ tu. Bà được coi là nữ sinh và giáo viên đầu tiên ở Ba Lan.

## Tổng quát
Câu chuyện về bà lần đầu tiên được kể bởi sư trụ trì Martin của Leibitz (mất năm 1464) tại Vienna vào khoảng năm 1429. Có một số phiên bản khác nhau của truyền thuyết.
Theo một phiên bản, bà là con gái của một giáo viên trong một trường nhà thờ ở Gniezno, được cha bà giảng dạy, người đã quyết định tiếp tục việc học của bà bằng bất kỳ phương cách nào. Theo một phiên bản khác, bà là một cô gái được thừa kế một gia tài khi mồ côi. Trong một biến thể khác của câu chuyện  ("nội dung này cũng được ghi chép lại như bất kỳ câu chuyện nào khác"), bà đến từ Dobrzyń nad Wisłą. Mọi lúc mọi nơi, bà ăn mặc như một cậu bé, bà đăng ký vào Đại học Kraków với tên Andrzej (hoặc Jakub; hai phiên bản của tên bà sử dụng được báo cáo). Vào thời điểm đó, phụ nữ bị cấm học đại học.

## Khám phá
Nawojka đã lừa thành công tất cả mọi người và học trong hai năm, biến mình thành một học giả vĩ đại và một học sinh nghiêm túc. Theo một bổ sung có thể sau đó của câu chuyện, bà đã được đề nghị làm trợ lý trong nước cho một trong những giáo sư, nhưng bà đã từ chối: tại thời điểm người hầu được dự kiến sẽ đi cùng chủ của họ đến nhà tắm công cộng.
Một ngày nọ, bà bị phát hiện là một người phụ nữ. Các phiên bản khác nhau ở đây một lần nữa: theo phiên bản thứ nhất, hai người lính đánh cuộc rằng học sinh đi ngang qua thực tế là một phụ nữ, và tiếp xúc với bà; theo phiên bản thứ hai, bà đã được phát hiện bởi một người con trai của wójt từ Gniezno người tham gia theo học tại trường; Theo phiên bản thứ ba, bà ngã bệnh và một bác sĩ kiểm tra bà đã tìm ra sự thật.
Khi được đưa đến trước các nhà chức trách để giải thích lý do tại sao bà ấy cải trang giới tính của mình, bà ấy chỉ trả lời: "Vì ý chí học tập". Khi họ thẩm vấn các sinh viên và giáo sư của bà, họ không thể tìm thấy ai để buộc tội bà về hành vi vô đạo đức. Thành tích của bà khi còn là học sinh rất xuất sắc. Bà không bị kết án vì bất kỳ tội ác nào, nhưng các thẩm phán không muốn tha bổng cho bà hoàn toàn. Theo Martin của Leibitz, bà yêu cầu được đưa đến một tu viện. Bà đã phát nguyện ở đó, trở thành một giáo viên và một người lãnh đạo của trường tu, và cuối cùng là nữ tu viện.
Câu chuyện này có thể đúng hoặc không đúng. Một số nhà sử học nói rằng nếu đó là sự thật, thời gian của bà ở trường đại học là khoảng 1407-1409.

## Di sản
Đại học Jagiellonia không cho phép phụ nữ học tập cho đến năm 1897, và giữ các vị trí học tập cho đến năm 1906. Ký túc xá dành cho phụ nữ đầu tiên của trường đại học, mở cửa năm 1936, được đặt theo tên của Nawojka. Một trong những con phố ở Kraków cũng được đặt theo tên của bà.